# Convolutriloba hastifera
Convolutriloba hastifera är en plattmaskart som beskrevs av Leigh Winsor 1990. Convolutriloba hastifera ingår i släktet Convolutriloba och familjen Sagittiferidae. Inga underarter finns listade i Catalogue of Life.